# Eunotosaurus
Eunotosaurus es un género de saurópsido extinto perteneciente al clado Pantestudines y considerado como un antepasado de las tortugas. Vivió durante el Pérmico entre unos 265 a 251 millones de años. En cuanto a sus características anatómicas: sus costillas eran anchas y planas, formando placas anchas similares a los caparazones de las tortugas primitivas y las vértebras eran casi idénticas a las de algunas tortugas, su cráneo tenía dos fosas temporales igual a los diápsidos, junto con Pappochelys ayudaron a reforzar la hipótesis molecular de que las tortugas no eran anápsidos o parareptiles como muchos especialistas pensaban sino que eran convergentes con ellos.
Eunotosaurus en un principio fue considerado un anápsido o parareptil, sin embargo algunos estudios llevados a cabo en 2015 que se centraron en una profunda investigación del cráneo descubrieron que Eunotosaurus es un diápsido y no un anápsido o parareptil, sino que en este caso particular sus fosas temporales se encontraban tapadas por distintos huesos, por ejemplo: la fosa superior se encontraba tapada por el hueso supratemporal y la fosa inferior por el escamosal, este cambio en la morfología se debería al desarrollo de los escudos que finalmente acabarían en las caparazones de las tortugas.
Fue nombrado en 1892 por Seeley, pero no fue hasta 1914 cuando se propuso que fuera un antepasado del orden Testudines. 

## Filogenia
El clado Pantestudines que incluye las tortugas junto con sus antepasados y sus formas relacionadas los sauropterigios, están filogenéticamente emparentados con los arcosaurios (aves, cocodrilos, dinosaurios, pterosaurios) y sus formas afines. Sin embargo otros autores consideran a Pantestudines como cercano a los lepidosaurios (lagartos, serpientes, tuataras).
|  | Trilophosauria† |
|  |                 |
|  | Rhynchosauria†  |
|  |                 |

|  | Crocodilia                                                                     |
|  |                                                                                |
|  | \| \| Pterosauria† \| \| \| \| \| \| Dinosauria (incluye las aves) \| \| \| \| |
|  |                                                                                |
|  | Pterosauria†                                                                   |
|  |                                                                                |
|  | Dinosauria (incluye las aves)                                                  |
|  |                                                                                |

|  | Pterosauria†                  |
|  |                               |
|  | Dinosauria (incluye las aves) |
|  |                               |

|  | Crocodilia                                                                     |
|  |                                                                                |
|  | \| \| Pterosauria† \| \| \| \| \| \| Dinosauria (incluye las aves) \| \| \| \| |
|  |                                                                                |
|  | Pterosauria†                                                                   |
|  |                                                                                |
|  | Dinosauria (incluye las aves)                                                  |
|  |                                                                                |

|  | Pterosauria†                  |
|  |                               |
|  | Dinosauria (incluye las aves) |
|  |                               |

|  | Trilophosauria† |
|  |                 |
|  | Rhynchosauria†  |
|  |                 |

|  | Crocodilia                                                                     |
|  |                                                                                |
|  | \| \| Pterosauria† \| \| \| \| \| \| Dinosauria (incluye las aves) \| \| \| \| |
|  |                                                                                |
|  | Pterosauria†                                                                   |
|  |                                                                                |
|  | Dinosauria (incluye las aves)                                                  |
|  |                                                                                |

|  | Pterosauria†                  |
|  |                               |
|  | Dinosauria (incluye las aves) |
|  |                               |

|  | Crocodilia                                                                     |
|  |                                                                                |
|  | \| \| Pterosauria† \| \| \| \| \| \| Dinosauria (incluye las aves) \| \| \| \| |
|  |                                                                                |
|  | Pterosauria†                                                                   |
|  |                                                                                |
|  | Dinosauria (incluye las aves)                                                  |
|  |                                                                                |

|  | Pterosauria†                  |
|  |                               |
|  | Dinosauria (incluye las aves) |
|  |                               |

|  | Trilophosauria† |
|  |                 |
|  | Rhynchosauria†  |
|  |                 |

|  | Crocodilia                                                                     |
|  |                                                                                |
|  | \| \| Pterosauria† \| \| \| \| \| \| Dinosauria (incluye las aves) \| \| \| \| |
|  |                                                                                |
|  | Pterosauria†                                                                   |
|  |                                                                                |
|  | Dinosauria (incluye las aves)                                                  |
|  |                                                                                |

|  | Pterosauria†                  |
|  |                               |
|  | Dinosauria (incluye las aves) |
|  |                               |

|  | Crocodilia                                                                     |
|  |                                                                                |
|  | \| \| Pterosauria† \| \| \| \| \| \| Dinosauria (incluye las aves) \| \| \| \| |
|  |                                                                                |
|  | Pterosauria†                                                                   |
|  |                                                                                |
|  | Dinosauria (incluye las aves)                                                  |
|  |                                                                                |

|  | Pterosauria†                  |
|  |                               |
|  | Dinosauria (incluye las aves) |
|  |                               |

|  | Trilophosauria† |
|  |                 |
|  | Rhynchosauria†  |
|  |                 |

|  | Crocodilia                                                                     |
|  |                                                                                |
|  | \| \| Pterosauria† \| \| \| \| \| \| Dinosauria (incluye las aves) \| \| \| \| |
|  |                                                                                |
|  | Pterosauria†                                                                   |
|  |                                                                                |
|  | Dinosauria (incluye las aves)                                                  |
|  |                                                                                |

|  | Pterosauria†                  |
|  |                               |
|  | Dinosauria (incluye las aves) |
|  |                               |

|  | Crocodilia                                                                     |
|  |                                                                                |
|  | \| \| Pterosauria† \| \| \| \| \| \| Dinosauria (incluye las aves) \| \| \| \| |
|  |                                                                                |
|  | Pterosauria†                                                                   |
|  |                                                                                |
|  | Dinosauria (incluye las aves)                                                  |
|  |                                                                                |

|  | Pterosauria†                  |
|  |                               |
|  | Dinosauria (incluye las aves) |
|  |                               |

|  | Eosauropterygia†                                                    |
|  |                                                                     |
|  | \| \| Sinosaurosphargis† \| \| \| \| \| \| Placodontia† \| \| \| \| |
|  |                                                                     |
|  | Sinosaurosphargis†                                                  |
|  |                                                                     |
|  | Placodontia†                                                        |
|  |                                                                     |

|  | Sinosaurosphargis† |
|  |                    |
|  | Placodontia†       |
|  |                    |

|  | Odontochelys†                                                                          |
|  |                                                                                        |
|  | \| \| Proganochelys† \| \| \| \| \| \| Testudines (solo tortugas actuales) \| \| \| \| |
|  |                                                                                        |
|  | Proganochelys†                                                                         |
|  |                                                                                        |
|  | Testudines (solo tortugas actuales)                                                    |
|  |                                                                                        |

|  | Proganochelys†                      |
|  |                                     |
|  | Testudines (solo tortugas actuales) |
|  |                                     |

|  | Odontochelys†                                                                          |
|  |                                                                                        |
|  | \| \| Proganochelys† \| \| \| \| \| \| Testudines (solo tortugas actuales) \| \| \| \| |
|  |                                                                                        |
|  | Proganochelys†                                                                         |
|  |                                                                                        |
|  | Testudines (solo tortugas actuales)                                                    |
|  |                                                                                        |

|  | Proganochelys†                      |
|  |                                     |
|  | Testudines (solo tortugas actuales) |
|  |                                     |

|  | Odontochelys†                                                                          |
|  |                                                                                        |
|  | \| \| Proganochelys† \| \| \| \| \| \| Testudines (solo tortugas actuales) \| \| \| \| |
|  |                                                                                        |
|  | Proganochelys†                                                                         |
|  |                                                                                        |
|  | Testudines (solo tortugas actuales)                                                    |
|  |                                                                                        |

|  | Proganochelys†                      |
|  |                                     |
|  | Testudines (solo tortugas actuales) |
|  |                                     |

|  | Odontochelys†                                                                          |
|  |                                                                                        |
|  | \| \| Proganochelys† \| \| \| \| \| \| Testudines (solo tortugas actuales) \| \| \| \| |
|  |                                                                                        |
|  | Proganochelys†                                                                         |
|  |                                                                                        |
|  | Testudines (solo tortugas actuales)                                                    |
|  |                                                                                        |

|  | Proganochelys†                      |
|  |                                     |
|  | Testudines (solo tortugas actuales) |
|  |                                     |

|  | Odontochelys†                                                                          |
|  |                                                                                        |
|  | \| \| Proganochelys† \| \| \| \| \| \| Testudines (solo tortugas actuales) \| \| \| \| |
|  |                                                                                        |
|  | Proganochelys†                                                                         |
|  |                                                                                        |
|  | Testudines (solo tortugas actuales)                                                    |
|  |                                                                                        |

|  | Proganochelys†                      |
|  |                                     |
|  | Testudines (solo tortugas actuales) |
|  |                                     |

|  | Odontochelys†                                                                          |
|  |                                                                                        |
|  | \| \| Proganochelys† \| \| \| \| \| \| Testudines (solo tortugas actuales) \| \| \| \| |
|  |                                                                                        |
|  | Proganochelys†                                                                         |
|  |                                                                                        |
|  | Testudines (solo tortugas actuales)                                                    |
|  |                                                                                        |

|  | Proganochelys†                      |
|  |                                     |
|  | Testudines (solo tortugas actuales) |
|  |                                     |

|  | Odontochelys†                                                                          |
|  |                                                                                        |
|  | \| \| Proganochelys† \| \| \| \| \| \| Testudines (solo tortugas actuales) \| \| \| \| |
|  |                                                                                        |
|  | Proganochelys†                                                                         |
|  |                                                                                        |
|  | Testudines (solo tortugas actuales)                                                    |
|  |                                                                                        |

|  | Proganochelys†                      |
|  |                                     |
|  | Testudines (solo tortugas actuales) |
|  |                                     |

|  | Odontochelys†                                                                          |
|  |                                                                                        |
|  | \| \| Proganochelys† \| \| \| \| \| \| Testudines (solo tortugas actuales) \| \| \| \| |
|  |                                                                                        |
|  | Proganochelys†                                                                         |
|  |                                                                                        |
|  | Testudines (solo tortugas actuales)                                                    |
|  |                                                                                        |

|  | Proganochelys†                      |
|  |                                     |
|  | Testudines (solo tortugas actuales) |
|  |                                     |

|  | Eosauropterygia†                                                    |
|  |                                                                     |
|  | \| \| Sinosaurosphargis† \| \| \| \| \| \| Placodontia† \| \| \| \| |
|  |                                                                     |
|  | Sinosaurosphargis†                                                  |
|  |                                                                     |
|  | Placodontia†                                                        |
|  |                                                                     |

|  | Sinosaurosphargis† |
|  |                    |
|  | Placodontia†       |
|  |                    |

|  | Odontochelys†                                                                          |
|  |                                                                                        |
|  | \| \| Proganochelys† \| \| \| \| \| \| Testudines (solo tortugas actuales) \| \| \| \| |
|  |                                                                                        |
|  | Proganochelys†                                                                         |
|  |                                                                                        |
|  | Testudines (solo tortugas actuales)                                                    |
|  |                                                                                        |

|  | Proganochelys†                      |
|  |                                     |
|  | Testudines (solo tortugas actuales) |
|  |                                     |

|  | Odontochelys†                                                                          |
|  |                                                                                        |
|  | \| \| Proganochelys† \| \| \| \| \| \| Testudines (solo tortugas actuales) \| \| \| \| |
|  |                                                                                        |
|  | Proganochelys†                                                                         |
|  |                                                                                        |
|  | Testudines (solo tortugas actuales)                                                    |
|  |                                                                                        |

|  | Proganochelys†                      |
|  |                                     |
|  | Testudines (solo tortugas actuales) |
|  |                                     |

|  | Odontochelys†                                                                          |
|  |                                                                                        |
|  | \| \| Proganochelys† \| \| \| \| \| \| Testudines (solo tortugas actuales) \| \| \| \| |
|  |                                                                                        |
|  | Proganochelys†                                                                         |
|  |                                                                                        |
|  | Testudines (solo tortugas actuales)                                                    |
|  |                                                                                        |

|  | Proganochelys†                      |
|  |                                     |
|  | Testudines (solo tortugas actuales) |
|  |                                     |

|  | Odontochelys†                                                                          |
|  |                                                                                        |
|  | \| \| Proganochelys† \| \| \| \| \| \| Testudines (solo tortugas actuales) \| \| \| \| |
|  |                                                                                        |
|  | Proganochelys†                                                                         |
|  |                                                                                        |
|  | Testudines (solo tortugas actuales)                                                    |
|  |                                                                                        |

|  | Proganochelys†                      |
|  |                                     |
|  | Testudines (solo tortugas actuales) |
|  |                                     |

|  | Odontochelys†                                                                          |
|  |                                                                                        |
|  | \| \| Proganochelys† \| \| \| \| \| \| Testudines (solo tortugas actuales) \| \| \| \| |
|  |                                                                                        |
|  | Proganochelys†                                                                         |
|  |                                                                                        |
|  | Testudines (solo tortugas actuales)                                                    |
|  |                                                                                        |

|  | Proganochelys†                      |
|  |                                     |
|  | Testudines (solo tortugas actuales) |
|  |                                     |

|  | Odontochelys†                                                                          |
|  |                                                                                        |
|  | \| \| Proganochelys† \| \| \| \| \| \| Testudines (solo tortugas actuales) \| \| \| \| |
|  |                                                                                        |
|  | Proganochelys†                                                                         |
|  |                                                                                        |
|  | Testudines (solo tortugas actuales)                                                    |
|  |                                                                                        |

|  | Proganochelys†                      |
|  |                                     |
|  | Testudines (solo tortugas actuales) |
|  |                                     |

|  | Odontochelys†                                                                          |
|  |                                                                                        |
|  | \| \| Proganochelys† \| \| \| \| \| \| Testudines (solo tortugas actuales) \| \| \| \| |
|  |                                                                                        |
|  | Proganochelys†                                                                         |
|  |                                                                                        |
|  | Testudines (solo tortugas actuales)                                                    |
|  |                                                                                        |

|  | Proganochelys†                      |
|  |                                     |
|  | Testudines (solo tortugas actuales) |
|  |                                     |

|  | Odontochelys†                                                                          |
|  |                                                                                        |
|  | \| \| Proganochelys† \| \| \| \| \| \| Testudines (solo tortugas actuales) \| \| \| \| |
|  |                                                                                        |
|  | Proganochelys†                                                                         |
|  |                                                                                        |
|  | Testudines (solo tortugas actuales)                                                    |
|  |                                                                                        |

|  | Proganochelys†                      |
|  |                                     |
|  | Testudines (solo tortugas actuales) |
|  |                                     |

|  | Trilophosauria† |
|  |                 |
|  | Rhynchosauria†  |
|  |                 |

|  | Crocodilia                                                                     |
|  |                                                                                |
|  | \| \| Pterosauria† \| \| \| \| \| \| Dinosauria (incluye las aves) \| \| \| \| |
|  |                                                                                |
|  | Pterosauria†                                                                   |
|  |                                                                                |
|  | Dinosauria (incluye las aves)                                                  |
|  |                                                                                |

|  | Pterosauria†                  |
|  |                               |
|  | Dinosauria (incluye las aves) |
|  |                               |

|  | Crocodilia                                                                     |
|  |                                                                                |
|  | \| \| Pterosauria† \| \| \| \| \| \| Dinosauria (incluye las aves) \| \| \| \| |
|  |                                                                                |
|  | Pterosauria†                                                                   |
|  |                                                                                |
|  | Dinosauria (incluye las aves)                                                  |
|  |                                                                                |

|  | Pterosauria†                  |
|  |                               |
|  | Dinosauria (incluye las aves) |
|  |                               |

|  | Trilophosauria† |
|  |                 |
|  | Rhynchosauria†  |
|  |                 |

|  | Crocodilia                                                                     |
|  |                                                                                |
|  | \| \| Pterosauria† \| \| \| \| \| \| Dinosauria (incluye las aves) \| \| \| \| |
|  |                                                                                |
|  | Pterosauria†                                                                   |
|  |                                                                                |
|  | Dinosauria (incluye las aves)                                                  |
|  |                                                                                |

|  | Pterosauria†                  |
|  |                               |
|  | Dinosauria (incluye las aves) |
|  |                               |

|  | Crocodilia                                                                     |
|  |                                                                                |
|  | \| \| Pterosauria† \| \| \| \| \| \| Dinosauria (incluye las aves) \| \| \| \| |
|  |                                                                                |
|  | Pterosauria†                                                                   |
|  |                                                                                |
|  | Dinosauria (incluye las aves)                                                  |
|  |                                                                                |

|  | Pterosauria†                  |
|  |                               |
|  | Dinosauria (incluye las aves) |
|  |                               |

|  | Trilophosauria† |
|  |                 |
|  | Rhynchosauria†  |
|  |                 |

|  | Crocodilia                                                                     |
|  |                                                                                |
|  | \| \| Pterosauria† \| \| \| \| \| \| Dinosauria (incluye las aves) \| \| \| \| |
|  |                                                                                |
|  | Pterosauria†                                                                   |
|  |                                                                                |
|  | Dinosauria (incluye las aves)                                                  |
|  |                                                                                |

|  | Pterosauria†                  |
|  |                               |
|  | Dinosauria (incluye las aves) |
|  |                               |

|  | Crocodilia                                                                     |
|  |                                                                                |
|  | \| \| Pterosauria† \| \| \| \| \| \| Dinosauria (incluye las aves) \| \| \| \| |
|  |                                                                                |
|  | Pterosauria†                                                                   |
|  |                                                                                |
|  | Dinosauria (incluye las aves)                                                  |
|  |                                                                                |

|  | Pterosauria†                  |
|  |                               |
|  | Dinosauria (incluye las aves) |
|  |                               |

|  | Trilophosauria† |
|  |                 |
|  | Rhynchosauria†  |
|  |                 |

|  | Crocodilia                                                                     |
|  |                                                                                |
|  | \| \| Pterosauria† \| \| \| \| \| \| Dinosauria (incluye las aves) \| \| \| \| |
|  |                                                                                |
|  | Pterosauria†                                                                   |
|  |                                                                                |
|  | Dinosauria (incluye las aves)                                                  |
|  |                                                                                |

|  | Pterosauria†                  |
|  |                               |
|  | Dinosauria (incluye las aves) |
|  |                               |

|  | Crocodilia                                                                     |
|  |                                                                                |
|  | \| \| Pterosauria† \| \| \| \| \| \| Dinosauria (incluye las aves) \| \| \| \| |
|  |                                                                                |
|  | Pterosauria†                                                                   |
|  |                                                                                |
|  | Dinosauria (incluye las aves)                                                  |
|  |                                                                                |

|  | Pterosauria†                  |
|  |                               |
|  | Dinosauria (incluye las aves) |
|  |                               |

|  | Eosauropterygia†                                                    |
|  |                                                                     |
|  | \| \| Sinosaurosphargis† \| \| \| \| \| \| Placodontia† \| \| \| \| |
|  |                                                                     |
|  | Sinosaurosphargis†                                                  |
|  |                                                                     |
|  | Placodontia†                                                        |
|  |                                                                     |

|  | Sinosaurosphargis† |
|  |                    |
|  | Placodontia†       |
|  |                    |

|  | Odontochelys†                                                                          |
|  |                                                                                        |
|  | \| \| Proganochelys† \| \| \| \| \| \| Testudines (solo tortugas actuales) \| \| \| \| |
|  |                                                                                        |
|  | Proganochelys†                                                                         |
|  |                                                                                        |
|  | Testudines (solo tortugas actuales)                                                    |
|  |                                                                                        |

|  | Proganochelys†                      |
|  |                                     |
|  | Testudines (solo tortugas actuales) |
|  |                                     |

|  | Odontochelys†                                                                          |
|  |                                                                                        |
|  | \| \| Proganochelys† \| \| \| \| \| \| Testudines (solo tortugas actuales) \| \| \| \| |
|  |                                                                                        |
|  | Proganochelys†                                                                         |
|  |                                                                                        |
|  | Testudines (solo tortugas actuales)                                                    |
|  |                                                                                        |

|  | Proganochelys†                      |
|  |                                     |
|  | Testudines (solo tortugas actuales) |
|  |                                     |

|  | Odontochelys†                                                                          |
|  |                                                                                        |
|  | \| \| Proganochelys† \| \| \| \| \| \| Testudines (solo tortugas actuales) \| \| \| \| |
|  |                                                                                        |
|  | Proganochelys†                                                                         |
|  |                                                                                        |
|  | Testudines (solo tortugas actuales)                                                    |
|  |                                                                                        |

|  | Proganochelys†                      |
|  |                                     |
|  | Testudines (solo tortugas actuales) |
|  |                                     |

|  | Odontochelys†                                                                          |
|  |                                                                                        |
|  | \| \| Proganochelys† \| \| \| \| \| \| Testudines (solo tortugas actuales) \| \| \| \| |
|  |                                                                                        |
|  | Proganochelys†                                                                         |
|  |                                                                                        |
|  | Testudines (solo tortugas actuales)                                                    |
|  |                                                                                        |

|  | Proganochelys†                      |
|  |                                     |
|  | Testudines (solo tortugas actuales) |
|  |                                     |

|  | Odontochelys†                                                                          |
|  |                                                                                        |
|  | \| \| Proganochelys† \| \| \| \| \| \| Testudines (solo tortugas actuales) \| \| \| \| |
|  |                                                                                        |
|  | Proganochelys†                                                                         |
|  |                                                                                        |
|  | Testudines (solo tortugas actuales)                                                    |
|  |                                                                                        |

|  | Proganochelys†                      |
|  |                                     |
|  | Testudines (solo tortugas actuales) |
|  |                                     |

|  | Odontochelys†                                                                          |
|  |                                                                                        |
|  | \| \| Proganochelys† \| \| \| \| \| \| Testudines (solo tortugas actuales) \| \| \| \| |
|  |                                                                                        |
|  | Proganochelys†                                                                         |
|  |                                                                                        |
|  | Testudines (solo tortugas actuales)                                                    |
|  |                                                                                        |

|  | Proganochelys†                      |
|  |                                     |
|  | Testudines (solo tortugas actuales) |
|  |                                     |

|  | Odontochelys†                                                                          |
|  |                                                                                        |
|  | \| \| Proganochelys† \| \| \| \| \| \| Testudines (solo tortugas actuales) \| \| \| \| |
|  |                                                                                        |
|  | Proganochelys†                                                                         |
|  |                                                                                        |
|  | Testudines (solo tortugas actuales)                                                    |
|  |                                                                                        |

|  | Proganochelys†                      |
|  |                                     |
|  | Testudines (solo tortugas actuales) |
|  |                                     |

|  | Odontochelys†                                                                          |
|  |                                                                                        |
|  | \| \| Proganochelys† \| \| \| \| \| \| Testudines (solo tortugas actuales) \| \| \| \| |
|  |                                                                                        |
|  | Proganochelys†                                                                         |
|  |                                                                                        |
|  | Testudines (solo tortugas actuales)                                                    |
|  |                                                                                        |

|  | Proganochelys†                      |
|  |                                     |
|  | Testudines (solo tortugas actuales) |
|  |                                     |

|  | Eosauropterygia†                                                    |
|  |                                                                     |
|  | \| \| Sinosaurosphargis† \| \| \| \| \| \| Placodontia† \| \| \| \| |
|  |                                                                     |
|  | Sinosaurosphargis†                                                  |
|  |                                                                     |
|  | Placodontia†                                                        |
|  |                                                                     |

|  | Sinosaurosphargis† |
|  |                    |
|  | Placodontia†       |
|  |                    |

|  | Odontochelys†                                                                          |
|  |                                                                                        |
|  | \| \| Proganochelys† \| \| \| \| \| \| Testudines (solo tortugas actuales) \| \| \| \| |
|  |                                                                                        |
|  | Proganochelys†                                                                         |
|  |                                                                                        |
|  | Testudines (solo tortugas actuales)                                                    |
|  |                                                                                        |

|  | Proganochelys†                      |
|  |                                     |
|  | Testudines (solo tortugas actuales) |
|  |                                     |

|  | Odontochelys†                                                                          |
|  |                                                                                        |
|  | \| \| Proganochelys† \| \| \| \| \| \| Testudines (solo tortugas actuales) \| \| \| \| |
|  |                                                                                        |
|  | Proganochelys†                                                                         |
|  |                                                                                        |
|  | Testudines (solo tortugas actuales)                                                    |
|  |                                                                                        |

|  | Proganochelys†                      |
|  |                                     |
|  | Testudines (solo tortugas actuales) |
|  |                                     |

|  | Odontochelys†                                                                          |
|  |                                                                                        |
|  | \| \| Proganochelys† \| \| \| \| \| \| Testudines (solo tortugas actuales) \| \| \| \| |
|  |                                                                                        |
|  | Proganochelys†                                                                         |
|  |                                                                                        |
|  | Testudines (solo tortugas actuales)                                                    |
|  |                                                                                        |

|  | Proganochelys†                      |
|  |                                     |
|  | Testudines (solo tortugas actuales) |
|  |                                     |

|  | Odontochelys†                                                                          |
|  |                                                                                        |
|  | \| \| Proganochelys† \| \| \| \| \| \| Testudines (solo tortugas actuales) \| \| \| \| |
|  |                                                                                        |
|  | Proganochelys†                                                                         |
|  |                                                                                        |
|  | Testudines (solo tortugas actuales)                                                    |
|  |                                                                                        |

|  | Proganochelys†                      |
|  |                                     |
|  | Testudines (solo tortugas actuales) |
|  |                                     |

|  | Odontochelys†                                                                          |
|  |                                                                                        |
|  | \| \| Proganochelys† \| \| \| \| \| \| Testudines (solo tortugas actuales) \| \| \| \| |
|  |                                                                                        |
|  | Proganochelys†                                                                         |
|  |                                                                                        |
|  | Testudines (solo tortugas actuales)                                                    |
|  |                                                                                        |

|  | Proganochelys†                      |
|  |                                     |
|  | Testudines (solo tortugas actuales) |
|  |                                     |

|  | Odontochelys†                                                                          |
|  |                                                                                        |
|  | \| \| Proganochelys† \| \| \| \| \| \| Testudines (solo tortugas actuales) \| \| \| \| |
|  |                                                                                        |
|  | Proganochelys†                                                                         |
|  |                                                                                        |
|  | Testudines (solo tortugas actuales)                                                    |
|  |                                                                                        |

|  | Proganochelys†                      |
|  |                                     |
|  | Testudines (solo tortugas actuales) |
|  |                                     |

|  | Odontochelys†                                                                          |
|  |                                                                                        |
|  | \| \| Proganochelys† \| \| \| \| \| \| Testudines (solo tortugas actuales) \| \| \| \| |
|  |                                                                                        |
|  | Proganochelys†                                                                         |
|  |                                                                                        |
|  | Testudines (solo tortugas actuales)                                                    |
|  |                                                                                        |

|  | Proganochelys†                      |
|  |                                     |
|  | Testudines (solo tortugas actuales) |
|  |                                     |

|  | Odontochelys†                                                                          |
|  |                                                                                        |
|  | \| \| Proganochelys† \| \| \| \| \| \| Testudines (solo tortugas actuales) \| \| \| \| |
|  |                                                                                        |
|  | Proganochelys†                                                                         |
|  |                                                                                        |
|  | Testudines (solo tortugas actuales)                                                    |
|  |                                                                                        |

|  | Proganochelys†                      |
|  |                                     |
|  | Testudines (solo tortugas actuales) |
|  |                                     |

|  | Trilophosauria† |
|  |                 |
|  | Rhynchosauria†  |
|  |                 |

|  | Crocodilia                                                                     |
|  |                                                                                |
|  | \| \| Pterosauria† \| \| \| \| \| \| Dinosauria (incluye las aves) \| \| \| \| |
|  |                                                                                |
|  | Pterosauria†                                                                   |
|  |                                                                                |
|  | Dinosauria (incluye las aves)                                                  |
|  |                                                                                |

|  | Pterosauria†                  |
|  |                               |
|  | Dinosauria (incluye las aves) |
|  |                               |

|  | Crocodilia                                                                     |
|  |                                                                                |
|  | \| \| Pterosauria† \| \| \| \| \| \| Dinosauria (incluye las aves) \| \| \| \| |
|  |                                                                                |
|  | Pterosauria†                                                                   |
|  |                                                                                |
|  | Dinosauria (incluye las aves)                                                  |
|  |                                                                                |

|  | Pterosauria†                  |
|  |                               |
|  | Dinosauria (incluye las aves) |
|  |                               |

|  | Trilophosauria† |
|  |                 |
|  | Rhynchosauria†  |
|  |                 |

|  | Crocodilia                                                                     |
|  |                                                                                |
|  | \| \| Pterosauria† \| \| \| \| \| \| Dinosauria (incluye las aves) \| \| \| \| |
|  |                                                                                |
|  | Pterosauria†                                                                   |
|  |                                                                                |
|  | Dinosauria (incluye las aves)                                                  |
|  |                                                                                |

|  | Pterosauria†                  |
|  |                               |
|  | Dinosauria (incluye las aves) |
|  |                               |

|  | Crocodilia                                                                     |
|  |                                                                                |
|  | \| \| Pterosauria† \| \| \| \| \| \| Dinosauria (incluye las aves) \| \| \| \| |
|  |                                                                                |
|  | Pterosauria†                                                                   |
|  |                                                                                |
|  | Dinosauria (incluye las aves)                                                  |
|  |                                                                                |

|  | Pterosauria†                  |
|  |                               |
|  | Dinosauria (incluye las aves) |
|  |                               |

|  | Trilophosauria† |
|  |                 |
|  | Rhynchosauria†  |
|  |                 |

|  | Crocodilia                                                                     |
|  |                                                                                |
|  | \| \| Pterosauria† \| \| \| \| \| \| Dinosauria (incluye las aves) \| \| \| \| |
|  |                                                                                |
|  | Pterosauria†                                                                   |
|  |                                                                                |
|  | Dinosauria (incluye las aves)                                                  |
|  |                                                                                |

|  | Pterosauria†                  |
|  |                               |
|  | Dinosauria (incluye las aves) |
|  |                               |

|  | Crocodilia                                                                     |
|  |                                                                                |
|  | \| \| Pterosauria† \| \| \| \| \| \| Dinosauria (incluye las aves) \| \| \| \| |
|  |                                                                                |
|  | Pterosauria†                                                                   |
|  |                                                                                |
|  | Dinosauria (incluye las aves)                                                  |
|  |                                                                                |

|  | Pterosauria†                  |
|  |                               |
|  | Dinosauria (incluye las aves) |
|  |                               |

|  | Trilophosauria† |
|  |                 |
|  | Rhynchosauria†  |
|  |                 |

|  | Crocodilia                                                                     |
|  |                                                                                |
|  | \| \| Pterosauria† \| \| \| \| \| \| Dinosauria (incluye las aves) \| \| \| \| |
|  |                                                                                |
|  | Pterosauria†                                                                   |
|  |                                                                                |
|  | Dinosauria (incluye las aves)                                                  |
|  |                                                                                |

|  | Pterosauria†                  |
|  |                               |
|  | Dinosauria (incluye las aves) |
|  |                               |

|  | Crocodilia                                                                     |
|  |                                                                                |
|  | \| \| Pterosauria† \| \| \| \| \| \| Dinosauria (incluye las aves) \| \| \| \| |
|  |                                                                                |
|  | Pterosauria†                                                                   |
|  |                                                                                |
|  | Dinosauria (incluye las aves)                                                  |
|  |                                                                                |

|  | Pterosauria†                  |
|  |                               |
|  | Dinosauria (incluye las aves) |
|  |                               |

|  | Eosauropterygia†                                                    |
|  |                                                                     |
|  | \| \| Sinosaurosphargis† \| \| \| \| \| \| Placodontia† \| \| \| \| |
|  |                                                                     |
|  | Sinosaurosphargis†                                                  |
|  |                                                                     |
|  | Placodontia†                                                        |
|  |                                                                     |

|  | Sinosaurosphargis† |
|  |                    |
|  | Placodontia†       |
|  |                    |

|  | Odontochelys†                                                                          |
|  |                                                                                        |
|  | \| \| Proganochelys† \| \| \| \| \| \| Testudines (solo tortugas actuales) \| \| \| \| |
|  |                                                                                        |
|  | Proganochelys†                                                                         |
|  |                                                                                        |
|  | Testudines (solo tortugas actuales)                                                    |
|  |                                                                                        |

|  | Proganochelys†                      |
|  |                                     |
|  | Testudines (solo tortugas actuales) |
|  |                                     |

|  | Odontochelys†                                                                          |
|  |                                                                                        |
|  | \| \| Proganochelys† \| \| \| \| \| \| Testudines (solo tortugas actuales) \| \| \| \| |
|  |                                                                                        |
|  | Proganochelys†                                                                         |
|  |                                                                                        |
|  | Testudines (solo tortugas actuales)                                                    |
|  |                                                                                        |

|  | Proganochelys†                      |
|  |                                     |
|  | Testudines (solo tortugas actuales) |
|  |                                     |

|  | Odontochelys†                                                                          |
|  |                                                                                        |
|  | \| \| Proganochelys† \| \| \| \| \| \| Testudines (solo tortugas actuales) \| \| \| \| |
|  |                                                                                        |
|  | Proganochelys†                                                                         |
|  |                                                                                        |
|  | Testudines (solo tortugas actuales)                                                    |
|  |                                                                                        |

|  | Proganochelys†                      |
|  |                                     |
|  | Testudines (solo tortugas actuales) |
|  |                                     |

|  | Odontochelys†                                                                          |
|  |                                                                                        |
|  | \| \| Proganochelys† \| \| \| \| \| \| Testudines (solo tortugas actuales) \| \| \| \| |
|  |                                                                                        |
|  | Proganochelys†                                                                         |
|  |                                                                                        |
|  | Testudines (solo tortugas actuales)                                                    |
|  |                                                                                        |

|  | Proganochelys†                      |
|  |                                     |
|  | Testudines (solo tortugas actuales) |
|  |                                     |

|  | Odontochelys†                                                                          |
|  |                                                                                        |
|  | \| \| Proganochelys† \| \| \| \| \| \| Testudines (solo tortugas actuales) \| \| \| \| |
|  |                                                                                        |
|  | Proganochelys†                                                                         |
|  |                                                                                        |
|  | Testudines (solo tortugas actuales)                                                    |
|  |                                                                                        |

|  | Proganochelys†                      |
|  |                                     |
|  | Testudines (solo tortugas actuales) |
|  |                                     |

|  | Odontochelys†                                                                          |
|  |                                                                                        |
|  | \| \| Proganochelys† \| \| \| \| \| \| Testudines (solo tortugas actuales) \| \| \| \| |
|  |                                                                                        |
|  | Proganochelys†                                                                         |
|  |                                                                                        |
|  | Testudines (solo tortugas actuales)                                                    |
|  |                                                                                        |

|  | Proganochelys†                      |
|  |                                     |
|  | Testudines (solo tortugas actuales) |
|  |                                     |

|  | Odontochelys†                                                                          |
|  |                                                                                        |
|  | \| \| Proganochelys† \| \| \| \| \| \| Testudines (solo tortugas actuales) \| \| \| \| |
|  |                                                                                        |
|  | Proganochelys†                                                                         |
|  |                                                                                        |
|  | Testudines (solo tortugas actuales)                                                    |
|  |                                                                                        |

|  | Proganochelys†                      |
|  |                                     |
|  | Testudines (solo tortugas actuales) |
|  |                                     |

|  | Odontochelys†                                                                          |
|  |                                                                                        |
|  | \| \| Proganochelys† \| \| \| \| \| \| Testudines (solo tortugas actuales) \| \| \| \| |
|  |                                                                                        |
|  | Proganochelys†                                                                         |
|  |                                                                                        |
|  | Testudines (solo tortugas actuales)                                                    |
|  |                                                                                        |

|  | Proganochelys†                      |
|  |                                     |
|  | Testudines (solo tortugas actuales) |
|  |                                     |

|  | Eosauropterygia†                                                    |
|  |                                                                     |
|  | \| \| Sinosaurosphargis† \| \| \| \| \| \| Placodontia† \| \| \| \| |
|  |                                                                     |
|  | Sinosaurosphargis†                                                  |
|  |                                                                     |
|  | Placodontia†                                                        |
|  |                                                                     |

|  | Sinosaurosphargis† |
|  |                    |
|  | Placodontia†       |
|  |                    |

|  | Odontochelys†                                                                          |
|  |                                                                                        |
|  | \| \| Proganochelys† \| \| \| \| \| \| Testudines (solo tortugas actuales) \| \| \| \| |
|  |                                                                                        |
|  | Proganochelys†                                                                         |
|  |                                                                                        |
|  | Testudines (solo tortugas actuales)                                                    |
|  |                                                                                        |

|  | Proganochelys†                      |
|  |                                     |
|  | Testudines (solo tortugas actuales) |
|  |                                     |

|  | Odontochelys†                                                                          |
|  |                                                                                        |
|  | \| \| Proganochelys† \| \| \| \| \| \| Testudines (solo tortugas actuales) \| \| \| \| |
|  |                                                                                        |
|  | Proganochelys†                                                                         |
|  |                                                                                        |
|  | Testudines (solo tortugas actuales)                                                    |
|  |                                                                                        |

|  | Proganochelys†                      |
|  |                                     |
|  | Testudines (solo tortugas actuales) |
|  |                                     |

|  | Odontochelys†                                                                          |
|  |                                                                                        |
|  | \| \| Proganochelys† \| \| \| \| \| \| Testudines (solo tortugas actuales) \| \| \| \| |
|  |                                                                                        |
|  | Proganochelys†                                                                         |
|  |                                                                                        |
|  | Testudines (solo tortugas actuales)                                                    |
|  |                                                                                        |

|  | Proganochelys†                      |
|  |                                     |
|  | Testudines (solo tortugas actuales) |
|  |                                     |

|  | Odontochelys†                                                                          |
|  |                                                                                        |
|  | \| \| Proganochelys† \| \| \| \| \| \| Testudines (solo tortugas actuales) \| \| \| \| |
|  |                                                                                        |
|  | Proganochelys†                                                                         |
|  |                                                                                        |
|  | Testudines (solo tortugas actuales)                                                    |
|  |                                                                                        |

|  | Proganochelys†                      |
|  |                                     |
|  | Testudines (solo tortugas actuales) |
|  |                                     |

|  | Odontochelys†                                                                          |
|  |                                                                                        |
|  | \| \| Proganochelys† \| \| \| \| \| \| Testudines (solo tortugas actuales) \| \| \| \| |
|  |                                                                                        |
|  | Proganochelys†                                                                         |
|  |                                                                                        |
|  | Testudines (solo tortugas actuales)                                                    |
|  |                                                                                        |

|  | Proganochelys†                      |
|  |                                     |
|  | Testudines (solo tortugas actuales) |
|  |                                     |

|  | Odontochelys†                                                                          |
|  |                                                                                        |
|  | \| \| Proganochelys† \| \| \| \| \| \| Testudines (solo tortugas actuales) \| \| \| \| |
|  |                                                                                        |
|  | Proganochelys†                                                                         |
|  |                                                                                        |
|  | Testudines (solo tortugas actuales)                                                    |
|  |                                                                                        |

|  | Proganochelys†                      |
|  |                                     |
|  | Testudines (solo tortugas actuales) |
|  |                                     |

|  | Odontochelys†                                                                          |
|  |                                                                                        |
|  | \| \| Proganochelys† \| \| \| \| \| \| Testudines (solo tortugas actuales) \| \| \| \| |
|  |                                                                                        |
|  | Proganochelys†                                                                         |
|  |                                                                                        |
|  | Testudines (solo tortugas actuales)                                                    |
|  |                                                                                        |

|  | Proganochelys†                      |
|  |                                     |
|  | Testudines (solo tortugas actuales) |
|  |                                     |

|  | Odontochelys†                                                                          |
|  |                                                                                        |
|  | \| \| Proganochelys† \| \| \| \| \| \| Testudines (solo tortugas actuales) \| \| \| \| |
|  |                                                                                        |
|  | Proganochelys†                                                                         |
|  |                                                                                        |
|  | Testudines (solo tortugas actuales)                                                    |
|  |                                                                                        |

|  | Proganochelys†                      |
|  |                                     |
|  | Testudines (solo tortugas actuales) |
|  |                                     |

|  | Trilophosauria† |
|  |                 |
|  | Rhynchosauria†  |
|  |                 |

|  | Crocodilia                                                                     |
|  |                                                                                |
|  | \| \| Pterosauria† \| \| \| \| \| \| Dinosauria (incluye las aves) \| \| \| \| |
|  |                                                                                |
|  | Pterosauria†                                                                   |
|  |                                                                                |
|  | Dinosauria (incluye las aves)                                                  |
|  |                                                                                |

|  | Pterosauria†                  |
|  |                               |
|  | Dinosauria (incluye las aves) |
|  |                               |

|  | Crocodilia                                                                     |
|  |                                                                                |
|  | \| \| Pterosauria† \| \| \| \| \| \| Dinosauria (incluye las aves) \| \| \| \| |
|  |                                                                                |
|  | Pterosauria†                                                                   |
|  |                                                                                |
|  | Dinosauria (incluye las aves)                                                  |
|  |                                                                                |

|  | Pterosauria†                  |
|  |                               |
|  | Dinosauria (incluye las aves) |
|  |                               |

|  | Trilophosauria† |
|  |                 |
|  | Rhynchosauria†  |
|  |                 |

|  | Crocodilia                                                                     |
|  |                                                                                |
|  | \| \| Pterosauria† \| \| \| \| \| \| Dinosauria (incluye las aves) \| \| \| \| |
|  |                                                                                |
|  | Pterosauria†                                                                   |
|  |                                                                                |
|  | Dinosauria (incluye las aves)                                                  |
|  |                                                                                |

|  | Pterosauria†                  |
|  |                               |
|  | Dinosauria (incluye las aves) |
|  |                               |

|  | Crocodilia                                                                     |
|  |                                                                                |
|  | \| \| Pterosauria† \| \| \| \| \| \| Dinosauria (incluye las aves) \| \| \| \| |
|  |                                                                                |
|  | Pterosauria†                                                                   |
|  |                                                                                |
|  | Dinosauria (incluye las aves)                                                  |
|  |                                                                                |

|  | Pterosauria†                  |
|  |                               |
|  | Dinosauria (incluye las aves) |
|  |                               |

|  | Trilophosauria† |
|  |                 |
|  | Rhynchosauria†  |
|  |                 |

|  | Crocodilia                                                                     |
|  |                                                                                |
|  | \| \| Pterosauria† \| \| \| \| \| \| Dinosauria (incluye las aves) \| \| \| \| |
|  |                                                                                |
|  | Pterosauria†                                                                   |
|  |                                                                                |
|  | Dinosauria (incluye las aves)                                                  |
|  |                                                                                |

|  | Pterosauria†                  |
|  |                               |
|  | Dinosauria (incluye las aves) |
|  |                               |

|  | Crocodilia                                                                     |
|  |                                                                                |
|  | \| \| Pterosauria† \| \| \| \| \| \| Dinosauria (incluye las aves) \| \| \| \| |
|  |                                                                                |
|  | Pterosauria†                                                                   |
|  |                                                                                |
|  | Dinosauria (incluye las aves)                                                  |
|  |                                                                                |

|  | Pterosauria†                  |
|  |                               |
|  | Dinosauria (incluye las aves) |
|  |                               |

|  | Trilophosauria† |
|  |                 |
|  | Rhynchosauria†  |
|  |                 |

|  | Crocodilia                                                                     |
|  |                                                                                |
|  | \| \| Pterosauria† \| \| \| \| \| \| Dinosauria (incluye las aves) \| \| \| \| |
|  |                                                                                |
|  | Pterosauria†                                                                   |
|  |                                                                                |
|  | Dinosauria (incluye las aves)                                                  |
|  |                                                                                |

|  | Pterosauria†                  |
|  |                               |
|  | Dinosauria (incluye las aves) |
|  |                               |

|  | Crocodilia                                                                     |
|  |                                                                                |
|  | \| \| Pterosauria† \| \| \| \| \| \| Dinosauria (incluye las aves) \| \| \| \| |
|  |                                                                                |
|  | Pterosauria†                                                                   |
|  |                                                                                |
|  | Dinosauria (incluye las aves)                                                  |
|  |                                                                                |

|  | Pterosauria†                  |
|  |                               |
|  | Dinosauria (incluye las aves) |
|  |                               |

|  | Eosauropterygia†                                                    |
|  |                                                                     |
|  | \| \| Sinosaurosphargis† \| \| \| \| \| \| Placodontia† \| \| \| \| |
|  |                                                                     |
|  | Sinosaurosphargis†                                                  |
|  |                                                                     |
|  | Placodontia†                                                        |
|  |                                                                     |

|  | Sinosaurosphargis† |
|  |                    |
|  | Placodontia†       |
|  |                    |

|  | Odontochelys†                                                                          |
|  |                                                                                        |
|  | \| \| Proganochelys† \| \| \| \| \| \| Testudines (solo tortugas actuales) \| \| \| \| |
|  |                                                                                        |
|  | Proganochelys†                                                                         |
|  |                                                                                        |
|  | Testudines (solo tortugas actuales)                                                    |
|  |                                                                                        |

|  | Proganochelys†                      |
|  |                                     |
|  | Testudines (solo tortugas actuales) |
|  |                                     |

|  | Odontochelys†                                                                          |
|  |                                                                                        |
|  | \| \| Proganochelys† \| \| \| \| \| \| Testudines (solo tortugas actuales) \| \| \| \| |
|  |                                                                                        |
|  | Proganochelys†                                                                         |
|  |                                                                                        |
|  | Testudines (solo tortugas actuales)                                                    |
|  |                                                                                        |

|  | Proganochelys†                      |
|  |                                     |
|  | Testudines (solo tortugas actuales) |
|  |                                     |

|  | Odontochelys†                                                                          |
|  |                                                                                        |
|  | \| \| Proganochelys† \| \| \| \| \| \| Testudines (solo tortugas actuales) \| \| \| \| |
|  |                                                                                        |
|  | Proganochelys†                                                                         |
|  |                                                                                        |
|  | Testudines (solo tortugas actuales)                                                    |
|  |                                                                                        |

|  | Proganochelys†                      |
|  |                                     |
|  | Testudines (solo tortugas actuales) |
|  |                                     |

|  | Odontochelys†                                                                          |
|  |                                                                                        |
|  | \| \| Proganochelys† \| \| \| \| \| \| Testudines (solo tortugas actuales) \| \| \| \| |
|  |                                                                                        |
|  | Proganochelys†                                                                         |
|  |                                                                                        |
|  | Testudines (solo tortugas actuales)                                                    |
|  |                                                                                        |

|  | Proganochelys†                      |
|  |                                     |
|  | Testudines (solo tortugas actuales) |
|  |                                     |

|  | Odontochelys†                                                                          |
|  |                                                                                        |
|  | \| \| Proganochelys† \| \| \| \| \| \| Testudines (solo tortugas actuales) \| \| \| \| |
|  |                                                                                        |
|  | Proganochelys†                                                                         |
|  |                                                                                        |
|  | Testudines (solo tortugas actuales)                                                    |
|  |                                                                                        |

|  | Proganochelys†                      |
|  |                                     |
|  | Testudines (solo tortugas actuales) |
|  |                                     |

|  | Odontochelys†                                                                          |
|  |                                                                                        |
|  | \| \| Proganochelys† \| \| \| \| \| \| Testudines (solo tortugas actuales) \| \| \| \| |
|  |                                                                                        |
|  | Proganochelys†                                                                         |
|  |                                                                                        |
|  | Testudines (solo tortugas actuales)                                                    |
|  |                                                                                        |

|  | Proganochelys†                      |
|  |                                     |
|  | Testudines (solo tortugas actuales) |
|  |                                     |

|  | Odontochelys†                                                                          |
|  |                                                                                        |
|  | \| \| Proganochelys† \| \| \| \| \| \| Testudines (solo tortugas actuales) \| \| \| \| |
|  |                                                                                        |
|  | Proganochelys†                                                                         |
|  |                                                                                        |
|  | Testudines (solo tortugas actuales)                                                    |
|  |                                                                                        |

|  | Proganochelys†                      |
|  |                                     |
|  | Testudines (solo tortugas actuales) |
|  |                                     |

|  | Odontochelys†                                                                          |
|  |                                                                                        |
|  | \| \| Proganochelys† \| \| \| \| \| \| Testudines (solo tortugas actuales) \| \| \| \| |
|  |                                                                                        |
|  | Proganochelys†                                                                         |
|  |                                                                                        |
|  | Testudines (solo tortugas actuales)                                                    |
|  |                                                                                        |

|  | Proganochelys†                      |
|  |                                     |
|  | Testudines (solo tortugas actuales) |
|  |                                     |

|  | Eosauropterygia†                                                    |
|  |                                                                     |
|  | \| \| Sinosaurosphargis† \| \| \| \| \| \| Placodontia† \| \| \| \| |
|  |                                                                     |
|  | Sinosaurosphargis†                                                  |
|  |                                                                     |
|  | Placodontia†                                                        |
|  |                                                                     |

|  | Sinosaurosphargis† |
|  |                    |
|  | Placodontia†       |
|  |                    |

|  | Odontochelys†                                                                          |
|  |                                                                                        |
|  | \| \| Proganochelys† \| \| \| \| \| \| Testudines (solo tortugas actuales) \| \| \| \| |
|  |                                                                                        |
|  | Proganochelys†                                                                         |
|  |                                                                                        |
|  | Testudines (solo tortugas actuales)                                                    |
|  |                                                                                        |

|  | Proganochelys†                      |
|  |                                     |
|  | Testudines (solo tortugas actuales) |
|  |                                     |

|  | Odontochelys†                                                                          |
|  |                                                                                        |
|  | \| \| Proganochelys† \| \| \| \| \| \| Testudines (solo tortugas actuales) \| \| \| \| |
|  |                                                                                        |
|  | Proganochelys†                                                                         |
|  |                                                                                        |
|  | Testudines (solo tortugas actuales)                                                    |
|  |                                                                                        |

|  | Proganochelys†                      |
|  |                                     |
|  | Testudines (solo tortugas actuales) |
|  |                                     |

|  | Odontochelys†                                                                          |
|  |                                                                                        |
|  | \| \| Proganochelys† \| \| \| \| \| \| Testudines (solo tortugas actuales) \| \| \| \| |
|  |                                                                                        |
|  | Proganochelys†                                                                         |
|  |                                                                                        |
|  | Testudines (solo tortugas actuales)                                                    |
|  |                                                                                        |

|  | Proganochelys†                      |
|  |                                     |
|  | Testudines (solo tortugas actuales) |
|  |                                     |

|  | Odontochelys†                                                                          |
|  |                                                                                        |
|  | \| \| Proganochelys† \| \| \| \| \| \| Testudines (solo tortugas actuales) \| \| \| \| |
|  |                                                                                        |
|  | Proganochelys†                                                                         |
|  |                                                                                        |
|  | Testudines (solo tortugas actuales)                                                    |
|  |                                                                                        |

|  | Proganochelys†                      |
|  |                                     |
|  | Testudines (solo tortugas actuales) |
|  |                                     |

|  | Odontochelys†                                                                          |
|  |                                                                                        |
|  | \| \| Proganochelys† \| \| \| \| \| \| Testudines (solo tortugas actuales) \| \| \| \| |
|  |                                                                                        |
|  | Proganochelys†                                                                         |
|  |                                                                                        |
|  | Testudines (solo tortugas actuales)                                                    |
|  |                                                                                        |

|  | Proganochelys†                      |
|  |                                     |
|  | Testudines (solo tortugas actuales) |
|  |                                     |

|  | Odontochelys†                                                                          |
|  |                                                                                        |
|  | \| \| Proganochelys† \| \| \| \| \| \| Testudines (solo tortugas actuales) \| \| \| \| |
|  |                                                                                        |
|  | Proganochelys†                                                                         |
|  |                                                                                        |
|  | Testudines (solo tortugas actuales)                                                    |
|  |                                                                                        |

|  | Proganochelys†                      |
|  |                                     |
|  | Testudines (solo tortugas actuales) |
|  |                                     |

|  | Odontochelys†                                                                          |
|  |                                                                                        |
|  | \| \| Proganochelys† \| \| \| \| \| \| Testudines (solo tortugas actuales) \| \| \| \| |
|  |                                                                                        |
|  | Proganochelys†                                                                         |
|  |                                                                                        |
|  | Testudines (solo tortugas actuales)                                                    |
|  |                                                                                        |

|  | Proganochelys†                      |
|  |                                     |
|  | Testudines (solo tortugas actuales) |
|  |                                     |

|  | Odontochelys†                                                                          |
|  |                                                                                        |
|  | \| \| Proganochelys† \| \| \| \| \| \| Testudines (solo tortugas actuales) \| \| \| \| |
|  |                                                                                        |
|  | Proganochelys†                                                                         |
|  |                                                                                        |
|  | Testudines (solo tortugas actuales)                                                    |
|  |                                                                                        |

|  | Proganochelys†                      |
|  |                                     |
|  | Testudines (solo tortugas actuales) |
|  |                                     |